# 园庄镇
园庄镇是中国福建省莆田市仙游县下辖的一个镇。

## 行政区划
园庄镇下辖以下地区：
后蔡村、土楼村、大埔村、塔兜村、园庄村、枫林村、霞山村、宫兜村、洋尾村、云峰村、东石村、高峰村、泗洋村、义路村、岭北村、六户村和东坪村。